# Anoplocapros
Anoplocapros es un género de peces de la familia Aracanidae, del orden Tetraodontiformes. Esta especie marina fue descubierta por Johann Jakob Kaup en 1855.

## Especies
Especies reconocidas del género:
- Anoplocapros amygdaloides Fraser-Brunner, 1941
- Anoplocapros inermis (Fraser-Brunner, 1935)
- Anoplocapros lenticularis (J. Richardson, 1841)

### Lectura recomendada
- Gomon, M.F. , C.J.M. Glover & R.H. Kuiter 1994: (Eds.) The fishes of Australia's south coast. Flora and Fauna of South Australia Handbooks Committee. State Printer, Adelaide. The fishes of Australia's south coast.: 1–992.